# Linia (województwo pomorskie)
Linia (dodatkowa nazwa w j. kaszub. Lëniô; niem. Linde) – wieś kaszubska w Polsce położona w województwie pomorskim, w powiecie wejherowskim, w gminie Linia na północnym krańcu Pojezierza Kaszubskiego i Kaszubskiego Parku Krajobrazowego.
W latach 1954–1972 wieś należała i była siedzibą władz gromady Linia. W latach 1975–1998 miejscowość administracyjnie należała do województwa gdańskiego.
Miejscowość jest siedzibą gminy Linia.
| Integralne części wsi | Integralne części wsi | Integralne części wsi |
| SIMC                  | Nazwa                 | Rodzaj                |
| --------------------- | --------------------- | --------------------- |
| 0165528               | Dąbrówka              | część wsi             |

## Historia
Wieś królewska w starostwie mirachowskim w województwie pomorskim w II połowie XVI wieku.
Zarówno podczas zaboru pruskiego, jak i okupacji niemieckiej w l. 1939-1945 wieś nosiła nazwę niemiecką Linde.
Według Słownika geograficznego Królestwa Polskiego z roku 1884 była to wieś włościańska o obszarze 215 włók na których gospodarowało 54 gburów i 4 zagrodników. Wieś posiadała 59 domów mieszkalnych, zamieszkałych przez 437 mieszkańców, a także własną szkołę.

## Turystyka
W miejscowości znajduje się jedna z 13 figur szlaku turystycznego „Poczuj kaszubskiego ducha" - wykonana przez Jana Redźko na podstawie opracowania "Bogowie i duchy naszych przodków. Przyczynek do kaszubskiej mitologii" Aleksandra Labudy ponad dwumetrowy, drewniany posąg Rétnika - kaszubskiego ducha (demona), który lubi podmieniać instrumenty i płatać figle muzykom. 